# Oniticellus cinctus
Oniticellus cinctus là một loài bọ cánh cứng trong họ Bọ hung (Scarabaeidae).